# Abbaye de Nsugbe
L'abbaye Notre-Dame-des-Anges de Nsugbe est une abbaye de moines trappistes en activité, située au Nigeria. Elle a été fondée en 2000.

## Situation
L'abbaye est située au nord de la ville de Nsugbe (en), elle-même située dans la partie nord de l'agglomération d'Onitsha, dans l'État d'Anambra. L'abbaye elle-même est construite sur une éminence située à peu de distance de la rivière Anambra.

## Historique

### Fondation
Le monastère est fondé en 2000. Durant les premières années il est plusieurs fois menacé de fermeture et Raymond Jaconelli, l'abbé de Nunraw en Écosse est plusieurs fois obligé d'intervenir. En effet, le prieuré n'est constitué canoniquement qu'en 2005 et officiellement érigé le 10 janvier 2006 ; jusque-là, le parrainage de la fondation était assumé conjointement par les abbayes irlandaises et britanniques.

### Liste des prieurs
- Marius Okoye, supérieur de 2000 à 2002
- Stephen Wara-Angu, supérieur de 2002 à 2006
- Marius Okoye, supérieur du 19 janvier 2006 au 1er février 2007
- Bonaventure Ogbona, supérieur du 1er février 2007 au 12 janvier 2009
- Raphael Ndubuese, prieur de 2009 à 2016
- Benedict Okakpu, supérieur ad nutum depuis 2016[2].

### Vie de la communauté
La communauté vit de la confection de l'agriculture, en particulier l'élevage de volailles, la confection de chandelles et un magasin de cadeaux